# 皮利皮 (傑拉日尼亞區)
49°11′28″N 27°27′53″E / 49.19111°N 27.46472°E
皮利皮（烏克蘭語：Пилипи）是位於烏克蘭西部的村莊，由赫梅利尼茨基州裡赫梅利尼茨基區的德拉日尼亞市鎮負責管轄。該村始建於1560年，面積3.06平方公里，海拔高度324米，2001年人口424，人口密度每平方公里138.5人。